# Baden-Württemberg
Baden-Württemberg  ou Bade-Vurtemberga  é um estado federal (Bundesland) localizado no sudoeste da Alemanha, a leste do Alto Reno. Cobre uma superfície de 35 742 km² e é habitado por 11 milhões de habitantes, sendo o terceiro maior estado da Alemanha, tanto em área como em população. A sua capital é Estugarda (Stuttgart em alemão e no português brasileiro).

## História
No primeiro século d.C., Württemberg foi ocupada pelos romanos, que aí defenderam sua posição através da construção de um limite (zona de fronteira fortificada). Logo no início do terceiro século, os Alamanos levaram os romanos além do Reno e do Danúbio, mas por sua vez, sucumbiram aos Francos sob Clóvis I, em batalha decisiva que ocorreu em 496. Mais tarde, tornou-se parte do Sacro Império Romano.
O moderno estado de Baden-Württemberg combina os ducados históricos de Baden e de Württemberg, e ainda o ducado de Hohenzollern, sede da família que governou a Prússia (entre 1701 e 1818) e, depois, a Alemanha (entre 1871 e 1918). Após a Segunda Guerra Mundial, os Aliados ocidentais estabeleceram três estados na região: Württemberg-Baden (na região sob controlo norte-americano) Württemberg-Hohenzollern e Baden (sob controle francês); em 1952, estes território foram unificados, em plebiscito, para criar o atual estado de Baden-Württemberg.

Sabemos (fazer) qualquer coisa. Exceto (falar) alemão padrão. Esta é uma alusão ao Baden-Württemberg sendo um dos principais centros de inovação na Alemanha e ter muitos habitantes com dialetos distintos.

Desde 1999, o governo do estado faz propaganda de Baden-Württemberg com o slogan: "Wir können alles. Außer Hochdeutsch" (nós podemos tudo, exceto falar o alemão patronizado), pois em Baden-Württemberg a população fala diferentes dialetos, suábios e alemânicos.

## Geografia
O estado tem a sudeste o lago de Constança (Bodensee) e a fronteira com o estado austríaco de Vorarlberg; faz fronteira com os cantões suíços de Turgóvia, Schaffhausen, Zurique, Argóvia, Basileia-Campo e Basileia-Cidade a sul, com os departamentos franceses do Alto Reno e do Baixo Reno a ocidente, e com os estados alemães da Renânia-Palatinado (a oeste), Hessen (a norte) e Baviera (a este e nordeste).
O Reno traça a sua fronteira oeste, assim como uma parte significativa da fronteira sul. Para leste situa-se a Floresta Negra (Schwarzwald). No sul, acha-se o sopé norte dos Alpes; aí situam-se também o lago Constança e a nascente do Danúbio (Donau). Outro rio importante é o Neckar, que passa pela capital Estugarda e desemboca no Reno em Mannheim.

## Divisão administrativa

### Municípios
O estado de Baden-Württemberg está subdividido em municípios e tem duas áreas não incorporadas, que não fazem parte de nenhum município: o Gutsbezirk Münsingen, habitada, e a Gemeindefreier Grundbesitz Rheinau, completamente desabitada. Os municípios organizam-se em distritos, que por sua vez se organizam em regiões administrativas.
Os dez maiores municípios do estado:
| Posição | Comuna                                      | Habitantes 31 de Dezembro 2007 | Região administrativa |
| ------- | ------------------------------------------- | ------------------------------ | --------------------- |
| 1       | Estugarda (Stuttgart)                       | 597 176                        | Estugarda             |
| 2       | Mannheim                                    | 309 795                        | Karlsruhe             |
| 3       | Karlsruhe                                   | 288 917                        | Karlsruhe             |
| 4       | Friburgo na Brisgóvia (Freiburg im Brisgau) | 219 430                        | Friburgo              |
| 5       | Heidelberga (Heidelberg)                    | 145 311                        | Karlsruhe             |
| 6       | Heilbronn                                   | 121 627                        | Estugarda             |
| 7       | Ulm                                         | 121 434                        | Tubinga               |
| 8       | Pforzheim                                   | 119 423                        | Karlsruhe             |
| 9       | Reutlingen                                  | 112 458                        | Tubinga               |
| 10      | Eslinga do Necar (Esslingen am Neckar)      | 91 557                         | Estugarda             |

### Distritos
Baden-Württemberg está dividido em 35 distritos (Kreise, singular Kreis; ou ainda distritos rurais: Landkreise, singular Landkreis) e 9 cidades independentes (Kreisfreie Städte; ou ainda distritos urbanos: Stadtkreise, singular Stadtkreis), que não fazem parte de qualquer distrito.
| | | | |
| 1. Distrito dos Alpes-Danúbio (Alb-Donau-Kreis) 2. Distrito dos Alpes de Zollern (Zollernalbkreis) 3. Distrito dos Alpes Orientais (Ostalbkreis) 4. Biberach 5. Böblingen 6. Brisgóvia-Alta Floresta Negra (Breisgau-Hochschwarzwald) 7. Calw 8. Constança (Konstanz) 9. Emmendingen 10. Distrito do Enz (Enzkreis) 11. Eslinga (Esslingen) 12. Distrito da Floresta Negra-Baar (Schwarzwald-Baar-Kreis) | 1. Freudenstadt 2. Göppingen 3. Heidenheim 4. Heilbronn 5. Distrito de Hohenlohe (Hohenlohekreis) 6. Karlsruhe 7. Distrito do Lago de Constança (Bodenseekreis) 8. Lörrach 9. Luisburgo (Ludwigsburg) 10. Distrito do Meno-Tauber (Main-Tauber-Kreis) 11. Distrito do Necar-Floresta de Oden (Neckar-Odenwald-Kreis) 12. Distrito de Ortenau (Ortenaukreis) | 1. Rastatt 2. Ravensburgo (Ravensburg) 3. Distrito do Rems-Murr (Rems-Murr-Kreis) 4. Distrito do Reno-Necar (Rhein-Neckar-Kreis) 5. Reutlingen 6. Rottweil 7. Schwäbisch Hall 8. Sigmaringa (Sigmaringen) 9. Tubinga (Tübingen) 10. Tuttlingen 11. Waldshut | Cidades independentes 1. Baden-Baden 2. Friburgo na Brisgóvia (Freiburg im Brisgau) 3. Heidelberga (Heidelberg) 4. Heilbronn 5. Karlsruhe 6. Mannheim 7. Pforzheim 8. Estugarda (Stuttgart) 9. Ulm |

### Regiões administrativas
Municípios e distritos são agrupados em quatro regiões administrativas (Regierungsbezirke, singular Regierungsbezirk):
| 1. Estugarda (Stuttgart) 2. Friburgo (Freiburg) 3. Karlsruhe 4. Tubinga (Tübingen) |

## Religião
Em 2014, 35,3% da população identificava-se como católica e 31% como Igreja Luterana.

## Política

### Eleições regionais
| Ano  | %    | D   | %    | D   | %    | D   | %   | D   | %    | D   | %    | D   | %    | D   | %   | D   | %   | D   |
| Ano  | CDU  | CDU | SPD  | SPD | FDP  | FDP | BHE | BHE | KPD  | KPD | NPD  | NPD | GRÜ  | GRÜ | REP | REP | AfD | AfD |
| ---- | ---- | --- | ---- | --- | ---- | --- | --- | --- | ---- | --- | ---- | --- | ---- | --- | --- | --- | --- | --- |
| 1952 | 36,0 | 50  | 28,0 | 38  | 18,0 | 23  | 6,3 | 6   | 4,4  | 4   |      |     |      |     |     |     |     |     |
| 1956 | 42,6 | 56  | 28,9 | 36  | 16,6 | 21  | 6,3 | 7   | 3,2  | -   |      |     |      |     |     |     |     |     |
| 1960 | 39,5 | 52  | 35,3 | 44  | 15,8 | 18  | 6,6 | 7   |      |     |      |     |      |     |     |     |     |     |
| 1964 | 46,2 | 59  | 37,3 | 47  | 13,1 | 14  | 1,8 | -   |      |     |      |     |      |     |     |     |     |     |
| 1968 | 44,2 | 60  | 29,0 | 37  | 14,4 | 18  |     |     | 9,8  | 12  |      |     |      |     |     |     |     |     |
| 1972 | 52,9 | 65  | 37,6 | 45  | 8,9  | 10  |     |     |      |     |      |     |      |     |     |     |     |     |
| 1976 | 56,7 | 71  | 33,3 | 41  | 7,8  | 9   | 0,9 | -   |      |     |      |     |      |     |     |     |     |     |
| 1980 | 53,4 | 68  | 32,6 | 40  | 8,3  | 10  | 0,1 | -   | 5,4  | 6   |      |     |      |     |     |     |     |     |
| 1984 | 51,9 | 68  | 32,4 | 41  | 7,2  | 8   |     |     | 8,0  | 9   |      |     |      |     |     |     |     |     |
| 1988 | 49,1 | 66  | 32,1 | 42  | 5,9  | 7   | 2,1 | -   | 7,9  | 10  | 1,0  | -   |      |     |     |     |     |     |
| 1992 | 39,6 | 64  | 29,4 | 46  | 5,9  | 8   | 0,9 | -   | 9,5  | 13  | 10,9 | 15  |      |     |     |     |     |     |
| 1996 | 41,3 | 69  | 25,1 | 39  | 9,6  | 14  |     |     | 12,1 | 19  | 9,1  | 14  |      |     |     |     |     |     |
| 2001 | 44,8 | 63  | 33,3 | 45  | 8,1  | 10  | 0,2 | -   | 7,7  | 10  | 4,4  | -   |      |     |     |     |     |     |
| 2006 | 44,2 | 69  | 25,2 | 38  | 10,7 | 15  | 0,7 | -   | 11,7 | 17  | 2,5  | -   |      |     |     |     |     |     |
| 2011 | 39,0 | 60  | 23,1 | 35  | 5,3  | 7   | 1,0 | -   | 24,2 | 36  | 1,1  | -   |      |     |     |     |     |     |
| 2016 | 27,0 | 42  | 12,7 | 19  | 8,3  | 12  | 0,4 | -   | 30,3 | 47  | 0,3  | -   | 15,1 | 23  |     |     |     |     |

### Governos estaduais
| Data      | Partidos de Governo | Partidos de Governo | Partidos de Governo | Partidos de Governo | Partidos de Governo | Partidos de Governo | Partidos de Governo | Partidos de Governo | Maioria   |
| --------- | ------------------- | ------------------- | ------------------- | ------------------- | ------------------- | ------------------- | ------------------- | ------------------- | --------- |
| 1952-1953 |                     | FDP                 |                     | SPD                 |                     | BHE                 |                     |                     | 67 / 121  |
| 1953-1956 |                     | CDU                 |                     | SPD                 |                     | FDP                 |                     | BHE                 | 117 / 121 |
| 1956-1958 |                     | CDU                 |                     | SPD                 |                     | FDP                 |                     | BHE                 | 120 / 120 |
| 1958-1960 |                     | CDU                 |                     | SPD                 |                     | FDP                 |                     | BHE                 | 120 / 120 |
| 1960-1964 |                     | CDU                 |                     | FDP                 |                     | BHE                 |                     |                     | 77 / 121  |
| 1964-1966 |                     | CDU                 |                     | FDP                 |                     |                     |                     |                     | 73 / 120  |
| 1966-1968 |                     | CDU                 |                     | SPD                 |                     |                     |                     |                     | 106 / 120 |
| 1968-1972 |                     | CDU                 |                     | SPD                 |                     |                     |                     |                     | 97 / 127  |
| 1972-1976 |                     | CDU                 |                     |                     |                     |                     |                     |                     | 65 / 120  |
| 1976-1978 |                     | CDU                 |                     |                     |                     |                     |                     |                     | 71 / 121  |
| 1978-1980 |                     | CDU                 |                     |                     |                     |                     |                     |                     | 71 / 121  |
| 1980-1984 |                     | CDU                 |                     |                     |                     |                     |                     |                     | 68 / 124  |
| 1984-1988 |                     | CDU                 |                     |                     |                     |                     |                     |                     | 68 / 126  |
| 1988-1991 |                     | CDU                 |                     |                     |                     |                     |                     |                     | 66 / 125  |
| 1991-1992 |                     | CDU                 |                     |                     |                     |                     |                     |                     | 66 / 125  |
| 1992-1996 |                     | CDU                 |                     | SPD                 |                     |                     |                     |                     | 110 / 146 |
| 1996-2001 |                     | CDU                 |                     | FDP                 |                     |                     |                     |                     | 83 / 155  |
| 2001-2005 |                     | CDU                 |                     | FDP                 |                     |                     |                     |                     | 73 / 128  |
| 2005-2006 |                     | CDU                 |                     | FDP                 |                     |                     |                     |                     | 73 / 128  |
| 2006-2010 |                     | CDU                 |                     | FDP                 |                     |                     |                     |                     | 84 / 139  |
| 2010-2011 |                     | CDU                 |                     | FDP                 |                     |                     |                     |                     | 84 / 139  |
| 2011-2016 |                     | GRÜ                 |                     | SPD                 |                     |                     |                     |                     | 71 / 138  |
| 2016-     |                     | GRÜ                 |                     | CDU                 |                     |                     |                     |                     | 89 / 143  |

### Lista de ministros-presidentes de Baden-Württemberg
| Presidente | Presidente           | Início | Fim  | Partido                     |
| ---------- | -------------------- | ------ | ---- | --------------------------- |
|            | Reinhold Maier       | 1952   | 1953 | Partido Democrático Liberal |
|            | Gebhard Müller       | 1953   | 1958 | União Democrata-Cristã      |
|            | Kurt Georg Kiesinger | 1958   | 1966 | União Democrata-Cristã      |
|            | Hans Filbinger       | 1966   | 1978 | União Democrata-Cristã      |
|            | Lothar Späth         | 1978   | 1991 | União Democrata-Cristã      |
|            | Erwin Teufel         | 1991   | 2005 | União Democrata-Cristã      |
|            | Günther Oettinger    | 2005   | 2010 | União Democrata-Cristã      |
|            | Stefan Mappus        | 2010   | 2011 | União Democrata-Cristã      |
|            | Winfried Kretschmann | 2011   | -    | Aliança 90/Os Verdes        |

## Economia
Baden-Württemberg é uma das regiões mais competitivas e mais avançadas economicamente da Europa. Especialmente nos setores de alta tecnologia e de pesquisa e desenvolvimento, Baden-Württemberg é considerada a região mais inovativa da União Europeia.
A renda por pessoa de Baden-Württemberg ultrapassa em 28,8 pontos a média europeia (EU27: 100,0 e Alemanha: 115,2) (2005).
A taxa de desemprego de 4,4% em julho de 2020 é a mais baixa da Alemanha depois da Baviera. Mas as diferenças locais são muito fortes. Enquanto que o distrito de Biberach tem uma taxa de 3%, Pforzheim chega até 7,8% .
Os setores industriais mais importantes são:
- a construção de maquinas: Trumpf, Heidelberger Druckmaschinen, Festo, Voith, Liebherr Group, Putzmeister, Röhm, Dürr AG;
- a construção de automóveis: Mercedes-Benz Group, Porsche, Robert Bosch GmbH, Smart;
- a indústria têxtil: Hugo Boss, Trigema, Steiff;
- as refinarias Oberrhein em Karlsruhe são as maiores da Alemanha;
- a indústria informática: em Walldorf situa-se o quartel-general da SAP, o maior produtor de software na Europa.

Baden-Württemberg tem duas centrais nucleares: Kernkraftwerk Philippsburg e Kernkraftwerk Neckarwestheim. A terceira central foi extinta em 2005.
Além disso a cidade de Karlsruhe é sede de importantes instituições federais. A Corte Constitucional Federal Alemã e o Supremo Tribunal Federal tem seus departamentos ali.

## Turismo
Baden-Württemberg é um destino turístico popular. Principais pontos incluem a capital e maior cidade, Stuttgart, moderna e histórica ao mesmo tempo, com sua arquitetura urbana e atmosfera (e famosamente, seus parques no centro da cidade e o zoológico histórico Wilhelma), seus castelos (como o Castelo Solitude), seus museus, assim como um rico programa cultural (teatro, ópera) e banhos de fontes termais em Bad Cannstatt (também o local de um Castra Romano); é a única grande cidade na Alemanha com vinhas em seu território urbano.
As cidades residenciais (cortes) de Ludwigsburg e Karlsruhe, os spas e cassino do luxuoso Baden-Baden, a arquitetura medieval de Ulm (a Ulm Münster é a igreja mais alta do mundo), as vibrantes, jovens, mas tradicionais cidades universitárias de Heidelberg e Tübingen, com seus antigos castelos com vista para o rio Neckar, são cidades menores populares. Locais de antigos mosteiros como os em Reichenau Island e em Maulbronn (ambos Patrimônios Mundiais da UNESCO) assim como a Abadia de Bebenhausen também podem ser encontrados. Baden-Württemberg também possui ricas antigas Cidades Imperiais Livres como Biberach, Esslingen am Neckar, Heilbronn, Ravensburg, Reutlingen, Künzelsau, Schwäbisch Hall e Aalen, assim como a cidade mais ao sul e ensolarada da Alemanha, Freiburg, próxima à Alsácia e Suíça, sendo uma base ideal para explorar as alturas da vizinha Floresta Negra (por exemplo, para esquiar no inverno ou fazer caminhadas no verão) com suas vilas tradicionais e a região vinícola circundante do Vale do Reno no Sul de Baden.
A paisagem do exuberante vale do Alto Neckar (onde Rottweil é famosa por seu carnaval Fastnacht) e o intocado vale do Danúbio Alb da Suábia (com os Castelos de Hohenzollern e Sigmaringen), assim como a em grande parte intocada Floresta da Suábia, o Vale Superior do Reno, e o Lago de Constança, onde todos os tipos de esportes aquáticos são populares, com a antiga cidade imperial e fronteiriça de Konstanz (onde ocorreu o Concílio de Constança), a vila neolítica e da Idade do Bronze em Unteruhldingen, a ilha das flores de Mainau e a cidade natal do Zeppelin, Friedrichshafen, entre outros, são especialmente populares para atividades ao ar livre nos meses de verão.
Na primavera e outono (abril/maio e setembro/outubro), festivais de cerveja (feiras) acontecem no Cannstatter Wasen em Stuttgart. O Cannstatter Volksfest, no outono, é o segundo maior festival do tipo no mundo após o Oktoberfest de Munique. No final de novembro e início de dezembro, os mercados de Natal são um ímã turístico em todas as principais cidades, o maior deles em Stuttgart nas três semanas antes do Natal.
A Rota Memorial de Bertha Benz é uma rota cênica de 194 km sinalizada de Mannheim via Heidelberg e Wiesloch até Pforzheim e de volta, que segue o percurso da primeira viagem de longa distância de automóvel realizada por Bertha Benz em agosto de 1888.

Baden-Württemberg também abriga o Europa-Park em Rust. O maior parque temático da Alemanha e o segundo parque temático mais popular da Europa, depois da Disneyland Paris.